# آدولف شرف
آدولف شرف (انگلیسی: Adolf Schärf؛ ۲۰ آوریل ۱۸۹۰ – ۲۸ فوریهٔ ۱۹۶۵) یک سیاست‌مدار و وکیل اهل اتریش بود. وی از سال ۱۹۵۷ تا زمان مرگ رئیس‌جمهور اتریش بود. آدولف شرف در ۲۸ فوریه ۱۹۶۵ در سن ۷۴ سالگی درگذشت.